# Elli Fat Mat

Elli Fat Mat est un court métrage français réalisé par Michel Such, sorti en 1989. 

## Fiche technique
- Titre : Elli Fat Mat
- Réalisation : Michel Such
- Scénario : Michel Such
- Photographie : Youcef Sahraoui
- Musique : Louis Chedid
- Production : Les Films de la Boissière
- Pays de production :  France
- Date de sortie : 1989

## Distribution
- Mustapha El Anka
- Fawzi B. Saichi
- Michel Such
- Osmane Bechikh
- Aziz Degga

## Distinctions
- 1990 : Prix Jean-Vigo